# UEFA Nations League 2022/23 Divisie B
De UEFA Nations League 2022/23 Divisie B is de tweede divisie van UEFA Nations League. Het toernooi, dat de vriendschappelijke duels vervangt, begon in juni 2022 en eindigt in september 2022. De winnaars van de 4 groepen van deze divisie promoveerden naar divisie A, het hoogste niveau. Daarbij degradeerden de nummer laatst van de 4 groepen naar divisie C. Aan dit toernooi doen de 16 landen mee die op basis van de eindstand van het seizoen 2020/21 zijn ingedeeld. Hongarije, Oostenrijk, Tsjechië en Wales promoveerden in het voorgaande seizoen naar divisie A. Deze vier landen werden vervangen door Bosnië en Herzegovina, IJsland, Oekraïne en Zweden. Daarbij degradeerden Bulgarije, Noord-Ierland, Slowakije en Turkije naar divisie C. Deze vier landen werden vervangen door Albanië, Armenië, Montenegro en Slovenië.

## Beslissingscriteria
Als twee of meer landen in de groep gelijk eindigden, met evenveel punten, dan gelden de volgende criteria om te bepalen welk land boven de ander eindigt:
1. Hoogste aantal punten verkregen bij de onderlinge wedstrijden tussen de teams;
2. Doelsaldo verkregen bij de onderlinge wedstrijden tussen de gelijk eindigende teams (als er meer dan twee teams gelijk staan);
3. Hoogste aantal gescoorde doelpunten verkregen bij de onderlinge wedstrijden tussen de teams (als er meer dan twee teams gelijk staan);
4. Hoogste aantal gescoorde uitdoelpunten verkregen bij de onderlinge wedstrijden tussen de teams
5. Als er na criteria 1 tot en met 4 nog steeds landen gelijk staan dan gelden de volgende criteria:
6. Doelsaldo in alle groepswedstrijden;
7. Aantal doelpunten gescoord in alle groepswedstrijden;
8. Aantal uitdoelpunten gescoord in alle groepswedstrijden;
9. Aantal overwinningen in alle groepswedstrijden;
10. Aantal uitoverwinningen in alle groepswedstrijden;
11. Fair-Playklassement van het toernooi (1 punt voor een enkele gele kaart, 3 punten voor een rode kaart ten gevolge van 2 gele kaarten, 3 punten voor een directe rode kaart, 4 punten voor een gele kaart gevolgd door een directe rode kaart);
12. Positie op de UEFA-coëfficiëntenranglijst;

## Deelnemende landen
De loting vond op 16 december 2021 om 18.00 (UTC+1) plaats in Nyon, Zwitserland.
| Land                  | /       | Nummer |
| --------------------- | ------- | ------ |
| Oekraïne              | Gedaald | 17     |
| Zweden                | Gedaald | 18     |
| Bosnië en Herzegovina | Gedaald | 19     |
| IJsland               | Gedaald | 20     |

| Land      | / | Plaats |
| --------- | - | ------ |
| Finland   |   | 21     |
| Noorwegen |   | 22     |
| Schotland |   | 23     |
| Rusland   |   | 24     |

| Land     | / | Plaats |
| -------- | - | ------ |
| Israël   |   | 25     |
| Roemenië |   | 26     |
| Servië   |   | 27     |
| Ierland  |   | 28     |

| Land       | /        | Plaats |
| ---------- | -------- | ------ |
| Slovenië   | Gestegen | 29     |
| Montenegro | Gestegen | 30     |
| Albanië    | Gestegen | 31     |
| Armenië    | Gestegen | 32     |

| Legenda  |                                                  |
| Gedaald  | Gedegradeerd naar een lagere divisie.            |
| Gestegen | Gepromoveerd naar een hogere divisie.            |
|          | Gepromoveerd naar een hogere divisie.            |
|          | Gedegradeerd naar een lagere divisie.            |
|          | Geschorst, gedegradeerd naar een lagere divisie. |
| PO       | Gekwalificeerd voor play-off voor EK 2024.       |

## Groepen en wedstrijden

### Groep 1
| Pos | Team      | Wed | W | G | V | Ptn | DV | DT | +/− | Promotie of degradatie    |       |       |       |       |       |
| --- | --------- | --- | - | - | - | --- | -- | -- | --- | ------------------------- | ----- | ----- | ----- | ----- | ----- |
| 1   | Schotland | 6   | 4 | 1 | 1 | 13  | 11 | 5  | +6  | Promotie naar divisie A   |       |       | 3 – 0 | 2 – 1 | 2 – 0 |
| 2   | Oekraïne  | 6   | 3 | 2 | 1 | 11  | 10 | 4  | +6  |                           |       | 0 – 0 |       | 1 – 1 | 3 – 0 |
| 3   | Ierland   | 6   | 2 | 1 | 3 | 7   | 8  | 7  | +1  |                           | 3 – 0 | 0 – 1 |       | 3 – 2 |       |
| 4   | Armenië   | 6   | 1 | 0 | 5 | 3   | 4  | 17 | −13 | Degradatie naar divisie C |       | 1 – 4 | 0 – 5 | 1 – 0 |       |

Wedstrijden
|                                              |               |         |         | |
| 4 juni 2022 «onderlinge duels» 17.00 (UTC+4) | Armenië       | 1 – 0   | Ierland | Stadion: Republikeins Stadion Vazgen Sargsian, Jerevan Toeschouwers: 10.600 Scheidsrechter: Radu Petrescu |
| 4 juni 2022 «onderlinge duels» 17.00 (UTC+4) | Spertsjan 74' | Verslag |         | Stadion: Republikeins Stadion Vazgen Sargsian, Jerevan Toeschouwers: 10.600 Scheidsrechter: Radu Petrescu |
| 4 juni 2022 «onderlinge duels» 17.00 (UTC+4) |               |         |         | Stadion: Republikeins Stadion Vazgen Sargsian, Jerevan Toeschouwers: 10.600 Scheidsrechter: Radu Petrescu |
| 4 juni 2022 «onderlinge duels» 17.00 (UTC+4) |               |         |         | Stadion: Republikeins Stadion Vazgen Sargsian, Jerevan Toeschouwers: 10.600 Scheidsrechter: Radu Petrescu |
|                                              |               |         |         | |

|                                              |                         |         |         |                                                                                        |
| 8 juni 2022 «onderlinge duels» 19.45 (UTC+1) | Schotland               | 2 – 0   | Armenië | Stadion: Hampden Park, Glasgow Toeschouwers: 38.627 Scheidsrechter: Sebastian Gishamer |
| 8 juni 2022 «onderlinge duels» 19.45 (UTC+1) | Ralston 28' McKenna 40' | Verslag |         | Stadion: Hampden Park, Glasgow Toeschouwers: 38.627 Scheidsrechter: Sebastian Gishamer |
| 8 juni 2022 «onderlinge duels» 19.45 (UTC+1) |                         |         |         | Stadion: Hampden Park, Glasgow Toeschouwers: 38.627 Scheidsrechter: Sebastian Gishamer |
| 8 juni 2022 «onderlinge duels» 19.45 (UTC+1) |                         |         |         | Stadion: Hampden Park, Glasgow Toeschouwers: 38.627 Scheidsrechter: Sebastian Gishamer |
|                                              |                         |         |         |                                                                                        |

|                                              |         |         |               |                                                                                |
| 8 juni 2022 «onderlinge duels» 19.45 (UTC+1) | Ierland | 0 – 1   | Oekraïne      | Stadion: Avivastadion, Dublin Toeschouwers: 40.111 Scheidsrechter: Filip Glova |
| 8 juni 2022 «onderlinge duels» 19.45 (UTC+1) |         | Verslag | 47' Tsyhankov | Stadion: Avivastadion, Dublin Toeschouwers: 40.111 Scheidsrechter: Filip Glova |
| 8 juni 2022 «onderlinge duels» 19.45 (UTC+1) |         |         |               | Stadion: Avivastadion, Dublin Toeschouwers: 40.111 Scheidsrechter: Filip Glova |
| 8 juni 2022 «onderlinge duels» 19.45 (UTC+1) |         |         |               | Stadion: Avivastadion, Dublin Toeschouwers: 40.111 Scheidsrechter: Filip Glova |
|                                              |         |         |               |                                                                                |

|                                               |                                             |         |         |                                                                                          |
| 11 juni 2022 «onderlinge duels» 15.00 (UTC+2) | Oekraïne                                    | 3 – 0   | Armenië | Stadion: Stadion ŁKS, Łódź (Polen) Toeschouwers: 12.503 Scheidsrechter: Daniel Stefański |
| 11 juni 2022 «onderlinge duels» 15.00 (UTC+2) | Malynovskyj 61' Karavajev 77' Mykolenko 84' | Verslag |         | Stadion: Stadion ŁKS, Łódź (Polen) Toeschouwers: 12.503 Scheidsrechter: Daniel Stefański |
| 11 juni 2022 «onderlinge duels» 15.00 (UTC+2) |                                             |         |         | Stadion: Stadion ŁKS, Łódź (Polen) Toeschouwers: 12.503 Scheidsrechter: Daniel Stefański |
| 11 juni 2022 «onderlinge duels» 15.00 (UTC+2) |                                             |         |         | Stadion: Stadion ŁKS, Łódź (Polen) Toeschouwers: 12.503 Scheidsrechter: Daniel Stefański |
|                                               |                                             |         |         |                                                                                          |

|                                               |                                    |         |           |                                                                                   |
| 11 juni 2022 «onderlinge duels» 17.00 (UTC+1) | Ierland                            | 3 – 0   | Schotland | Stadion: Avivastadion, Dublin Toeschouwers: 46.927 Scheidsrechter: Marco Di Bello |
| 11 juni 2022 «onderlinge duels» 17.00 (UTC+1) | Browne 20' Parrott 28' Obafemi 51' | Verslag |           | Stadion: Avivastadion, Dublin Toeschouwers: 46.927 Scheidsrechter: Marco Di Bello |
| 11 juni 2022 «onderlinge duels» 17.00 (UTC+1) |                                    |         |           | Stadion: Avivastadion, Dublin Toeschouwers: 46.927 Scheidsrechter: Marco Di Bello |
| 11 juni 2022 «onderlinge duels» 17.00 (UTC+1) |                                    |         |           | Stadion: Avivastadion, Dublin Toeschouwers: 46.927 Scheidsrechter: Marco Di Bello |
|                                               |                                    |         |           |                                                                                   |

|                                               |                                    |         |                                           | |
| 14 juni 2022 «onderlinge duels» 20.00 (UTC+4) | Armenië                            | 1 – 4   | Schotland                                 | Stadion: Republikeins Stadion Vazgen Sargsian, Jerevan Toeschouwers: 13.500 Scheidsrechter: Nikola Dabanović |
| 14 juni 2022 «onderlinge duels» 20.00 (UTC+4) | Bichakhchyan 6' Hovhannisyan 90+1' | Verslag | 14', 45+1' Armstrong 50' McGinn 54' Adams | Stadion: Republikeins Stadion Vazgen Sargsian, Jerevan Toeschouwers: 13.500 Scheidsrechter: Nikola Dabanović |
| 14 juni 2022 «onderlinge duels» 20.00 (UTC+4) |                                    |         |                                           | Stadion: Republikeins Stadion Vazgen Sargsian, Jerevan Toeschouwers: 13.500 Scheidsrechter: Nikola Dabanović |
| 14 juni 2022 «onderlinge duels» 20.00 (UTC+4) |                                    |         |                                           | Stadion: Republikeins Stadion Vazgen Sargsian, Jerevan Toeschouwers: 13.500 Scheidsrechter: Nikola Dabanović |
|                                               |                                    |         |                                           | |

|                                               |            |         |             |                                                                                       |
| 14 juni 2022 «onderlinge duels» 20.45 (UTC+2) | Oekraïne   | 1 – 1   | Ierland     | Stadion: Stadion ŁKS, Łódź (Polen) Toeschouwers: 10.641 Scheidsrechter: Ali Palabıyık |
| 14 juni 2022 «onderlinge duels» 20.45 (UTC+2) | Dovbyk 47' | Verslag | 31' Collins | Stadion: Stadion ŁKS, Łódź (Polen) Toeschouwers: 10.641 Scheidsrechter: Ali Palabıyık |
| 14 juni 2022 «onderlinge duels» 20.45 (UTC+2) |            |         |             | Stadion: Stadion ŁKS, Łódź (Polen) Toeschouwers: 10.641 Scheidsrechter: Ali Palabıyık |
| 14 juni 2022 «onderlinge duels» 20.45 (UTC+2) |            |         |             | Stadion: Stadion ŁKS, Łódź (Polen) Toeschouwers: 10.641 Scheidsrechter: Ali Palabıyık |
|                                               |            |         |             |                                                                                       |

|                                                    |                           |         |          |                                                                                      |
| 21 september 2022 «onderlinge duels» 19.45 (UTC+1) | Schotland                 | 3 – 0   | Oekraïne | Stadion: Hampden Park, Glasgow Toeschouwers: 42.846 Scheidsrechter: Maurizio Mariani |
| 21 september 2022 «onderlinge duels» 19.45 (UTC+1) | McGinn 70' Dykes 80', 87' | Verslag |          | Stadion: Hampden Park, Glasgow Toeschouwers: 42.846 Scheidsrechter: Maurizio Mariani |
| 21 september 2022 «onderlinge duels» 19.45 (UTC+1) |                           |         |          | Stadion: Hampden Park, Glasgow Toeschouwers: 42.846 Scheidsrechter: Maurizio Mariani |
| 21 september 2022 «onderlinge duels» 19.45 (UTC+1) |                           |         |          | Stadion: Hampden Park, Glasgow Toeschouwers: 42.846 Scheidsrechter: Maurizio Mariani |
|                                                    |                           |         |          |                                                                                      |

|                                                    |         |         |                                                        | |
| 24 september 2022 «onderlinge duels» 17.00 (UTC+4) | Armenië | 0 – 5   | Oekraïne                                               | Stadion: Republikeins Stadion Vazgen Sargsian, Jerevan Toeschouwers: 7.200 Scheidsrechter: João Pinheiro |
| 24 september 2022 «onderlinge duels» 17.00 (UTC+4) |         | Verslag | 22' Tymtsjyk 57' Zoebkov 69' Dovbyk 81', 84' Ihnatenko | Stadion: Republikeins Stadion Vazgen Sargsian, Jerevan Toeschouwers: 7.200 Scheidsrechter: João Pinheiro |
| 24 september 2022 «onderlinge duels» 17.00 (UTC+4) |         |         |                                                        | Stadion: Republikeins Stadion Vazgen Sargsian, Jerevan Toeschouwers: 7.200 Scheidsrechter: João Pinheiro |
| 24 september 2022 «onderlinge duels» 17.00 (UTC+4) |         |         |                                                        | Stadion: Republikeins Stadion Vazgen Sargsian, Jerevan Toeschouwers: 7.200 Scheidsrechter: João Pinheiro |
|                                                    |         |         |                                                        | |

|                                                    |                                |         |          |                                                                                    |
| 24 september 2022 «onderlinge duels» 19.45 (UTC+1) | Schotland                      | 2 – 1   | Ierland  | Stadion: Hampden Park, Glasgow Toeschouwers: 48.853 Scheidsrechter: Sandro Schärer |
| 24 september 2022 «onderlinge duels» 19.45 (UTC+1) | Hendry 50' Christie 82' (pen.) | Verslag | 18' Egan | Stadion: Hampden Park, Glasgow Toeschouwers: 48.853 Scheidsrechter: Sandro Schärer |
| 24 september 2022 «onderlinge duels» 19.45 (UTC+1) |                                |         |          | Stadion: Hampden Park, Glasgow Toeschouwers: 48.853 Scheidsrechter: Sandro Schärer |
| 24 september 2022 «onderlinge duels» 19.45 (UTC+1) |                                |         |          | Stadion: Hampden Park, Glasgow Toeschouwers: 48.853 Scheidsrechter: Sandro Schärer |
|                                                    |                                |         |          |                                                                                    |

|                                                    |                                         |         |                                                            |                                                                                   |
| 27 september 2022 «onderlinge duels» 19.45 (UTC+1) | Ierland                                 | 3 – 2   | Armenië                                                    | Stadion: Avivastadion, Dublin Toeschouwers: 41.719 Scheidsrechter: Rade Obrenovič |
| 27 september 2022 «onderlinge duels» 19.45 (UTC+1) | Egan 18' Obafemi 52' Brady 90+1' (pen.) | Verslag | 71', 75', 89' Dashyan 73' Spertsyan 89', 89' Hambardzumyan | Stadion: Avivastadion, Dublin Toeschouwers: 41.719 Scheidsrechter: Rade Obrenovič |
| 27 september 2022 «onderlinge duels» 19.45 (UTC+1) |                                         |         |                                                            | Stadion: Avivastadion, Dublin Toeschouwers: 41.719 Scheidsrechter: Rade Obrenovič |
| 27 september 2022 «onderlinge duels» 19.45 (UTC+1) |                                         |         |                                                            | Stadion: Avivastadion, Dublin Toeschouwers: 41.719 Scheidsrechter: Rade Obrenovič |
|                                                    |                                         |         |                                                            |                                                                                   |

|                                                    |          |       |           | |
| 27 september 2022 «onderlinge duels» 20.45 (UTC+2) | Oekraïne | 0 – 0 | Schotland | Stadion: Józef Piłsudskistadion, Krakau (Polen) Toeschouwers: 13.534 Scheidsrechter: Anastasios Sidiropoulos |
| 27 september 2022 «onderlinge duels» 20.45 (UTC+2) | Verslag  |       |           | Stadion: Józef Piłsudskistadion, Krakau (Polen) Toeschouwers: 13.534 Scheidsrechter: Anastasios Sidiropoulos |
| 27 september 2022 «onderlinge duels» 20.45 (UTC+2) |          |       |           | Stadion: Józef Piłsudskistadion, Krakau (Polen) Toeschouwers: 13.534 Scheidsrechter: Anastasios Sidiropoulos |
| 27 september 2022 «onderlinge duels» 20.45 (UTC+2) |          |       |           | Stadion: Józef Piłsudskistadion, Krakau (Polen) Toeschouwers: 13.534 Scheidsrechter: Anastasios Sidiropoulos |
|                                                    |          |       |           | |

### Groep 2
Op 28 februari 2022 maakten de FIFA en de UEFA via een gezamenlijke verklaring bekend dat alle teams uit Rusland (dus ook de nationale ploegen) tot nader order geschorst zijn, vanwege de Russische invasie van Oekraïne. Op 2 mei 2022 maakte de UEFA bekend dat de schorsing van Rusland in stand werd gehouden, waarmee Rusland automatisch degradeerde naar divisie C.
| Pos | Team    | Wed | W | G | V | Ptn | DV | DT | +/− | Promotie of degradatie               |       |        |        |        |        |
| --- | ------- | --- | - | - | - | --- | -- | -- | --- | ------------------------------------ | ----- | ------ | ------ | ------ | ------ |
| 1   | Israël  | 4   | 2 | 2 | 0 | 8   | 8  | 6  | +2  | Promotie naar divisie A              |       |        | 2 – 2  | 2 – 1  | 6 jun  |
| 2   | IJsland | 4   | 0 | 4 | 0 | 4   | 6  | 6  | 0   |                                      |       | 2 – 2  |        | 1 – 1  | 24 sep |
| 3   | Albanië | 4   | 0 | 2 | 2 | 2   | 4  | 6  | −2  |                                      | 1 – 2 | 1 – 1  |        | 2 jun  |        |
| 4   | Rusland | 0   | 0 | 0 | 0 | 0   | 0  | 0  | 0   | Geschorst, degradatie naar divisie C |       | 27 sep | 10 jun | 13 jun |        |

Wedstrijden
|                                              |         |             |         |                                      |
| 2 juni 2022 «onderlinge duels» 20.45 (UTC+2) | Albanië | Geannuleerd | Rusland | Stadion: Air Albania Stadion, Tirana |
| 2 juni 2022 «onderlinge duels» 20.45 (UTC+2) | Verslag |             |         | Stadion: Air Albania Stadion, Tirana |
| 2 juni 2022 «onderlinge duels» 20.45 (UTC+2) |         |             |         | Stadion: Air Albania Stadion, Tirana |
| 2 juni 2022 «onderlinge duels» 20.45 (UTC+2) |         |             |         | Stadion: Air Albania Stadion, Tirana |
|                                              |         |             |         |                                      |

|                                              |                        |         |                             |                                                                                         |
| 2 juni 2022 «onderlinge duels» 21.45 (UTC+3) | Israël                 | 2 – 2   | IJsland                     | Stadion: Sammy Oferstadion, Haifa Toeschouwers: 13.150 Scheidsrechter: Andris Treimanis |
| 2 juni 2022 «onderlinge duels» 21.45 (UTC+3) | Abada 25' Weissman 84' | Verslag | 42' Helgason 53' Sigurðsson | Stadion: Sammy Oferstadion, Haifa Toeschouwers: 13.150 Scheidsrechter: Andris Treimanis |
| 2 juni 2022 «onderlinge duels» 21.45 (UTC+3) |                        |         |                             | Stadion: Sammy Oferstadion, Haifa Toeschouwers: 13.150 Scheidsrechter: Andris Treimanis |
| 2 juni 2022 «onderlinge duels» 21.45 (UTC+3) |                        |         |                             | Stadion: Sammy Oferstadion, Haifa Toeschouwers: 13.150 Scheidsrechter: Andris Treimanis |
|                                              |                        |         |                             |                                                                                         |

|                                            |                  |         |            |                                                                                       |
| 6 juni 2022 «onderlinge duels» 18.45 (UTC) | IJsland          | 1 – 1   | Albanië    | Stadion: Laugardalsvöllur, Reykjavik Toeschouwers: 4.033 Scheidsrechter: Craig Pawson |
| 6 juni 2022 «onderlinge duels» 18.45 (UTC) | Þorsteinsson 49' | Verslag | 30' Seferi | Stadion: Laugardalsvöllur, Reykjavik Toeschouwers: 4.033 Scheidsrechter: Craig Pawson |
| 6 juni 2022 «onderlinge duels» 18.45 (UTC) |                  |         |            | Stadion: Laugardalsvöllur, Reykjavik Toeschouwers: 4.033 Scheidsrechter: Craig Pawson |
| 6 juni 2022 «onderlinge duels» 18.45 (UTC) |                  |         |            | Stadion: Laugardalsvöllur, Reykjavik Toeschouwers: 4.033 Scheidsrechter: Craig Pawson |
|                                            |                  |         |            |                                                                                       |

|                                              |         |             |         |                                   |
| 6 juni 2022 «onderlinge duels» 21.45 (UTC+3) | Israël  | Geannuleerd | Rusland | Stadion: Sammy Oferstadion, Haifa |
| 6 juni 2022 «onderlinge duels» 21.45 (UTC+3) | Verslag |             |         | Stadion: Sammy Oferstadion, Haifa |
| 6 juni 2022 «onderlinge duels» 21.45 (UTC+3) |         |             |         | Stadion: Sammy Oferstadion, Haifa |
| 6 juni 2022 «onderlinge duels» 21.45 (UTC+3) |         |             |         | Stadion: Sammy Oferstadion, Haifa |
|                                              |         |             |         |                                   |

|                                               |                    |         |                  |                                                                                         |
| 10 juni 2022 «onderlinge duels» 20.45 (UTC+2) | Albanië            | 1 – 2   | Israël           | Stadion: Air Albania Stadion, Tirana Toeschouwers: 18.100 Scheidsrechter: Tiago Martins |
| 10 juni 2022 «onderlinge duels» 20.45 (UTC+2) | Broja 45+2' (pen.) | Verslag | 57', 73' Solomon | Stadion: Air Albania Stadion, Tirana Toeschouwers: 18.100 Scheidsrechter: Tiago Martins |
| 10 juni 2022 «onderlinge duels» 20.45 (UTC+2) |                    |         |                  | Stadion: Air Albania Stadion, Tirana Toeschouwers: 18.100 Scheidsrechter: Tiago Martins |
| 10 juni 2022 «onderlinge duels» 20.45 (UTC+2) |                    |         |                  | Stadion: Air Albania Stadion, Tirana Toeschouwers: 18.100 Scheidsrechter: Tiago Martins |
|                                               |                    |         |                  |                                                                                         |

|                                               |         |             |         |                            |
| 10 juni 2022 «onderlinge duels» 21.45 (UTC+3) | Rusland | Geannuleerd | IJsland | Stadion: VTB Arena, Moskou |
| 10 juni 2022 «onderlinge duels» 21.45 (UTC+3) | Verslag |             |         | Stadion: VTB Arena, Moskou |
| 10 juni 2022 «onderlinge duels» 21.45 (UTC+3) |         |             |         | Stadion: VTB Arena, Moskou |
| 10 juni 2022 «onderlinge duels» 21.45 (UTC+3) |         |             |         | Stadion: VTB Arena, Moskou |
|                                               |         |             |         |                            |

|                                             |                              |         |                                  |                                                                                       |
| 13 juni 2022 «onderlinge duels» 18.45 (UTC) | IJsland                      | 2 – 2   | Israël                           | Stadion: Laugardalsvöllur, Reykjavik Toeschouwers: 2.778 Scheidsrechter: Duje Strukan |
| 13 juni 2022 «onderlinge duels» 18.45 (UTC) | Þorsteinsson 9' Helgason 60' | Verslag | 35' (e.d.) Grétarsson 65' Peretz | Stadion: Laugardalsvöllur, Reykjavik Toeschouwers: 2.778 Scheidsrechter: Duje Strukan |
| 13 juni 2022 «onderlinge duels» 18.45 (UTC) |                              |         |                                  | Stadion: Laugardalsvöllur, Reykjavik Toeschouwers: 2.778 Scheidsrechter: Duje Strukan |
| 13 juni 2022 «onderlinge duels» 18.45 (UTC) |                              |         |                                  | Stadion: Laugardalsvöllur, Reykjavik Toeschouwers: 2.778 Scheidsrechter: Duje Strukan |
|                                             |                              |         |                                  |                                                                                       |

|                                               |         |             |         |                            |
| 13 juni 2022 «onderlinge duels» 21.45 (UTC+3) | Rusland | Geannuleerd | Albanië | Stadion: VTB Arena, Moskou |
| 13 juni 2022 «onderlinge duels» 21.45 (UTC+3) | Verslag |             |         | Stadion: VTB Arena, Moskou |
| 13 juni 2022 «onderlinge duels» 21.45 (UTC+3) |         |             |         | Stadion: VTB Arena, Moskou |
| 13 juni 2022 «onderlinge duels» 21.45 (UTC+3) |         |             |         | Stadion: VTB Arena, Moskou |
|                                               |         |             |         |                            |

|                                                  |         |             |         |  |
| 24 september 2022 «onderlinge duels» 13.00 (UTC) | IJsland | Geannuleerd | Rusland |  |
| 24 september 2022 «onderlinge duels» 13.00 (UTC) | Verslag |             |         |  |
| 24 september 2022 «onderlinge duels» 13.00 (UTC) |         |             |         |  |
| 24 september 2022 «onderlinge duels» 13.00 (UTC) |         |             |         |  |
|                                                  |         |             |         |  |

|                                                    |                           |         |           |                                                                                          |
| 24 september 2022 «onderlinge duels» 21.45 (UTC+3) | Israël                    | 2 – 1   | Albanië   | Stadion: Bloomfieldstadion, Tel Aviv Toeschouwers: 29.200 Scheidsrechter: Donatas Rumšas |
| 24 september 2022 «onderlinge duels» 21.45 (UTC+3) | Weissman 46' Baribo 90+2' | Verslag | 88' Uzuni | Stadion: Bloomfieldstadion, Tel Aviv Toeschouwers: 29.200 Scheidsrechter: Donatas Rumšas |
| 24 september 2022 «onderlinge duels» 21.45 (UTC+3) |                           |         |           | Stadion: Bloomfieldstadion, Tel Aviv Toeschouwers: 29.200 Scheidsrechter: Donatas Rumšas |
| 24 september 2022 «onderlinge duels» 21.45 (UTC+3) |                           |         |           | Stadion: Bloomfieldstadion, Tel Aviv Toeschouwers: 29.200 Scheidsrechter: Donatas Rumšas |
|                                                    |                           |         |           |                                                                                          |

|                                                    |             |         |                                  | |
| 27 september 2022 «onderlinge duels» 20.45 (UTC+2) | Albanië     | 1 – 1   | IJsland                          | Stadion: Air Albania Stadion, Tirana Toeschouwers: 8.800 Scheidsrechter: Ricardo de Burgos Bengoetxea |
| 27 september 2022 «onderlinge duels» 20.45 (UTC+2) | Lenjani 35' | Verslag | 11' A. Gunnarsson 90+7' Anderson | Stadion: Air Albania Stadion, Tirana Toeschouwers: 8.800 Scheidsrechter: Ricardo de Burgos Bengoetxea |
| 27 september 2022 «onderlinge duels» 20.45 (UTC+2) |             |         |                                  | Stadion: Air Albania Stadion, Tirana Toeschouwers: 8.800 Scheidsrechter: Ricardo de Burgos Bengoetxea |
| 27 september 2022 «onderlinge duels» 20.45 (UTC+2) |             |         |                                  | Stadion: Air Albania Stadion, Tirana Toeschouwers: 8.800 Scheidsrechter: Ricardo de Burgos Bengoetxea |
|                                                    |             |         |                                  | |

|                                                    |         |             |        |  |
| 27 september 2022 «onderlinge duels» 21.45 (UTC+3) | Rusland | Geannuleerd | Israël |  |
| 27 september 2022 «onderlinge duels» 21.45 (UTC+3) | Verslag |             |        |  |
| 27 september 2022 «onderlinge duels» 21.45 (UTC+3) |         |             |        |  |
| 27 september 2022 «onderlinge duels» 21.45 (UTC+3) |         |             |        |  |
|                                                    |         |             |        |  |

### Groep 3
| Pos | Team                  | Wed | W | G | V | Ptn | DV | DT | +/− | Promotie of degradatie    |       |       |       |       |       |
| --- | --------------------- | --- | - | - | - | --- | -- | -- | --- | ------------------------- | ----- | ----- | ----- | ----- | ----- |
| 1   | Bosnië en Herzegovina | 6   | 3 | 2 | 1 | 11  | 8  | 8  | 0   | Promotie naar divisie A   |       |       | 3 – 2 | 1 – 0 | 1 – 0 |
| 2   | Finland               | 6   | 2 | 2 | 2 | 8   | 8  | 6  | +2  |                           |       | 1 – 1 |       | 2 – 0 | 1 – 1 |
| 3   | Montenegro            | 6   | 2 | 1 | 3 | 7   | 6  | 6  | 0   |                           | 1 – 1 | 0 – 2 |       | 2 – 0 |       |
| 4   | Roemenië              | 6   | 2 | 1 | 3 | 7   | 6  | 8  | −2  | Degradatie naar divisie C |       | 4 – 1 | 1 – 0 | 0 – 3 |       |

1. 1 2  Onderling aantal punten: Montenegro 6, Roemenië 0.

Wedstrijden
|                                              |                    |         |                       |                                                                                          |
| 4 juni 2022 «onderlinge duels» 19.00 (UTC+3) | Finland            | 1 – 1   | Bosnië en Herzegovina | Stadion: Olympisch Stadion, Helsinki Toeschouwers: 20.181 Scheidsrechter: Nicholas Walsh |
| 4 juni 2022 «onderlinge duels» 19.00 (UTC+3) | Pukki 45+1' (pen.) | Verslag | 90+3' Prevljak        | Stadion: Olympisch Stadion, Helsinki Toeschouwers: 20.181 Scheidsrechter: Nicholas Walsh |
| 4 juni 2022 «onderlinge duels» 19.00 (UTC+3) |                    |         |                       | Stadion: Olympisch Stadion, Helsinki Toeschouwers: 20.181 Scheidsrechter: Nicholas Walsh |
| 4 juni 2022 «onderlinge duels» 19.00 (UTC+3) |                    |         |                       | Stadion: Olympisch Stadion, Helsinki Toeschouwers: 20.181 Scheidsrechter: Nicholas Walsh |
|                                              |                    |         |                       |                                                                                          |

|                                              |                         |         |          |                                                                                           |
| 4 juni 2022 «onderlinge duels» 20.45 (UTC+2) | Montenegro              | 2 – 0   | Roemenië | Stadion: Pod Goricomstadion, Podgorica Toeschouwers: 3.998 Scheidsrechter: Andreas Ekberg |
| 4 juni 2022 «onderlinge duels» 20.45 (UTC+2) | Mugoša 66' Vukčević 87' | Verslag |          | Stadion: Pod Goricomstadion, Podgorica Toeschouwers: 3.998 Scheidsrechter: Andreas Ekberg |
| 4 juni 2022 «onderlinge duels» 20.45 (UTC+2) |                         |         |          | Stadion: Pod Goricomstadion, Podgorica Toeschouwers: 3.998 Scheidsrechter: Andreas Ekberg |
| 4 juni 2022 «onderlinge duels» 20.45 (UTC+2) |                         |         |          | Stadion: Pod Goricomstadion, Podgorica Toeschouwers: 3.998 Scheidsrechter: Andreas Ekberg |
|                                              |                         |         |          |                                                                                           |

|                                              |                     |         |            |                                                                                           |
| 7 juni 2022 «onderlinge duels» 19.00 (UTC+3) | Finland             | 2 – 0   | Montenegro | Stadion: Olympisch Stadion, Helsinki Toeschouwers: 17.009 Scheidsrechter: Allard Lindhout |
| 7 juni 2022 «onderlinge duels» 19.00 (UTC+3) | Pohjanpalo 31', 38' | Verslag |            | Stadion: Olympisch Stadion, Helsinki Toeschouwers: 17.009 Scheidsrechter: Allard Lindhout |
| 7 juni 2022 «onderlinge duels» 19.00 (UTC+3) |                     |         |            | Stadion: Olympisch Stadion, Helsinki Toeschouwers: 17.009 Scheidsrechter: Allard Lindhout |
| 7 juni 2022 «onderlinge duels» 19.00 (UTC+3) |                     |         |            | Stadion: Olympisch Stadion, Helsinki Toeschouwers: 17.009 Scheidsrechter: Allard Lindhout |
|                                              |                     |         |            |                                                                                           |

|                                              |                       |         |          |                                                                                    |
| 7 juni 2022 «onderlinge duels» 21.05 (UTC+2) | Bosnië en Herzegovina | 1 – 0   | Roemenië | Stadion: Bilino Polje, Zenica Toeschouwers: 4.500 Scheidsrechter: Sascha Stegemann |
| 7 juni 2022 «onderlinge duels» 21.05 (UTC+2) | Prevljak 68'          | Verslag |          | Stadion: Bilino Polje, Zenica Toeschouwers: 4.500 Scheidsrechter: Sascha Stegemann |
| 7 juni 2022 «onderlinge duels» 21.05 (UTC+2) |                       |         |          | Stadion: Bilino Polje, Zenica Toeschouwers: 4.500 Scheidsrechter: Sascha Stegemann |
| 7 juni 2022 «onderlinge duels» 21.05 (UTC+2) |                       |         |          | Stadion: Bilino Polje, Zenica Toeschouwers: 4.500 Scheidsrechter: Sascha Stegemann |
|                                              |                       |         |          |                                                                                    |

|                                               |             |         |                       |                                                                                           |
| 11 juni 2022 «onderlinge duels» 20.45 (UTC+2) | Montenegro  | 1 – 1   | Bosnië en Herzegovina | Stadion: Pod Goricomstadion, Podgorica Toeschouwers: 6.555 Scheidsrechter: Daniele Orsato |
| 11 juni 2022 «onderlinge duels» 20.45 (UTC+2) | Marušić 77' | Verslag | 62' Menalo            | Stadion: Pod Goricomstadion, Podgorica Toeschouwers: 6.555 Scheidsrechter: Daniele Orsato |
| 11 juni 2022 «onderlinge duels» 20.45 (UTC+2) |             |         |                       | Stadion: Pod Goricomstadion, Podgorica Toeschouwers: 6.555 Scheidsrechter: Daniele Orsato |
| 11 juni 2022 «onderlinge duels» 20.45 (UTC+2) |             |         |                       | Stadion: Pod Goricomstadion, Podgorica Toeschouwers: 6.555 Scheidsrechter: Daniele Orsato |
|                                               |             |         |                       |                                                                                           |

|                                               |           |         |         |                                                                                               |
| 11 juni 2022 «onderlinge duels» 21.45 (UTC+3) | Roemenië  | 1 – 0   | Finland | Stadion: Rapid-Giuleștistadion, Boekarest Toeschouwers: 11.503 Scheidsrechter: Harald Lechner |
| 11 juni 2022 «onderlinge duels» 21.45 (UTC+3) | Bancu 30' | Verslag |         | Stadion: Rapid-Giuleștistadion, Boekarest Toeschouwers: 11.503 Scheidsrechter: Harald Lechner |
| 11 juni 2022 «onderlinge duels» 21.45 (UTC+3) |           |         |         | Stadion: Rapid-Giuleștistadion, Boekarest Toeschouwers: 11.503 Scheidsrechter: Harald Lechner |
| 11 juni 2022 «onderlinge duels» 21.45 (UTC+3) |           |         |         | Stadion: Rapid-Giuleștistadion, Boekarest Toeschouwers: 11.503 Scheidsrechter: Harald Lechner |
|                                               |           |         |         |                                                                                               |

|                                               |                                 |         |                       |                                                                                  |
| 14 juni 2022 «onderlinge duels» 20.45 (UTC+2) | Bosnië en Herzegovina           | 3 – 2   | Finland               | Stadion: Bilino Polje, Zenica Toeschouwers: 8.150 Scheidsrechter: Georgi Kabakov |
| 14 juni 2022 «onderlinge duels» 20.45 (UTC+2) | Pjanić 5' (pen.) Džeko 29', 58' | Verslag | 10' Pukki 18' Källman | Stadion: Bilino Polje, Zenica Toeschouwers: 8.150 Scheidsrechter: Georgi Kabakov |
| 14 juni 2022 «onderlinge duels» 20.45 (UTC+2) |                                 |         |                       | Stadion: Bilino Polje, Zenica Toeschouwers: 8.150 Scheidsrechter: Georgi Kabakov |
| 14 juni 2022 «onderlinge duels» 20.45 (UTC+2) |                                 |         |                       | Stadion: Bilino Polje, Zenica Toeschouwers: 8.150 Scheidsrechter: Georgi Kabakov |
|                                               |                                 |         |                       |                                                                                  |

|                                               |          |         |                      |                                                                                              |
| 14 juni 2022 «onderlinge duels» 21.45 (UTC+3) | Roemenië | 0 – 3   | Montenegro           | Stadion: Rapid-Giuleștistadion, Boekarest Toeschouwers: 11.657 Scheidsrechter: João Pinheiro |
| 14 juni 2022 «onderlinge duels» 21.45 (UTC+3) |          | Verslag | 42', 56', 63' Mugoša | Stadion: Rapid-Giuleștistadion, Boekarest Toeschouwers: 11.657 Scheidsrechter: João Pinheiro |
| 14 juni 2022 «onderlinge duels» 21.45 (UTC+3) |          |         |                      | Stadion: Rapid-Giuleștistadion, Boekarest Toeschouwers: 11.657 Scheidsrechter: João Pinheiro |
| 14 juni 2022 «onderlinge duels» 21.45 (UTC+3) |          |         |                      | Stadion: Rapid-Giuleștistadion, Boekarest Toeschouwers: 11.657 Scheidsrechter: João Pinheiro |
|                                               |          |         |                      |                                                                                              |

|                                                    |                       |         |            |                                                                                     |
| 23 september 2022 «onderlinge duels» 20.45 (UTC+2) | Bosnië en Herzegovina | 1 – 0   | Montenegro | Stadion: Bilino Polje, Zenica Toeschouwers: 12.050 Scheidsrechter: Szymon Marciniak |
| 23 september 2022 «onderlinge duels» 20.45 (UTC+2) | Demirović 45+1'       | Verslag |            | Stadion: Bilino Polje, Zenica Toeschouwers: 12.050 Scheidsrechter: Szymon Marciniak |
| 23 september 2022 «onderlinge duels» 20.45 (UTC+2) |                       |         |            | Stadion: Bilino Polje, Zenica Toeschouwers: 12.050 Scheidsrechter: Szymon Marciniak |
| 23 september 2022 «onderlinge duels» 20.45 (UTC+2) |                       |         |            | Stadion: Bilino Polje, Zenica Toeschouwers: 12.050 Scheidsrechter: Szymon Marciniak |
|                                                    |                       |         |            |                                                                                     |

|                                                    |           |         |            |                                                                                                   |
| 23 september 2022 «onderlinge duels» 21.45 (UTC+3) | Finland   | 1 – 1   | Roemenië   | Stadion: Olympisch Stadion, Helsinki Toeschouwers: 20.130 Scheidsrechter: Carlos del Cerro Grande |
| 23 september 2022 «onderlinge duels» 21.45 (UTC+3) | Pukki 12' | Verslag | 52' Tănase | Stadion: Olympisch Stadion, Helsinki Toeschouwers: 20.130 Scheidsrechter: Carlos del Cerro Grande |
| 23 september 2022 «onderlinge duels» 21.45 (UTC+3) |           |         |            | Stadion: Olympisch Stadion, Helsinki Toeschouwers: 20.130 Scheidsrechter: Carlos del Cerro Grande |
| 23 september 2022 «onderlinge duels» 21.45 (UTC+3) |           |         |            | Stadion: Olympisch Stadion, Helsinki Toeschouwers: 20.130 Scheidsrechter: Carlos del Cerro Grande |
|                                                    |           |         |            |                                                                                                   |

|                                                    |                   |         |                        |                                                                                              |
| 26 september 2022 «onderlinge duels» 20.45 (UTC+2) | Montenegro        | 0 – 2   | Finland                | Stadion: Pod Goricomstadion, Podgorica Toeschouwers: 2.522 Scheidsrechter: François Letexier |
| 26 september 2022 «onderlinge duels» 20.45 (UTC+2) | Tomašević 9', 17' | Verslag | 47' Antman 53' Källman | Stadion: Pod Goricomstadion, Podgorica Toeschouwers: 2.522 Scheidsrechter: François Letexier |
| 26 september 2022 «onderlinge duels» 20.45 (UTC+2) |                   |         |                        | Stadion: Pod Goricomstadion, Podgorica Toeschouwers: 2.522 Scheidsrechter: François Letexier |
| 26 september 2022 «onderlinge duels» 20.45 (UTC+2) |                   |         |                        | Stadion: Pod Goricomstadion, Podgorica Toeschouwers: 2.522 Scheidsrechter: François Letexier |
|                                                    |                   |         |                        |                                                                                              |

|                                                    |                                   |         |                       |                                                                                                 |
| 26 september 2022 «onderlinge duels» 21.45 (UTC+3) | Roemenië                          | 4 – 1   | Bosnië en Herzegovina | Stadion: Rapid-Giuleștistadion, Boekarest Toeschouwers: 12.693 Scheidsrechter: Halil Umut Meler |
| 26 september 2022 «onderlinge duels» 21.45 (UTC+3) | Man 38' Pușcaș 73', 86' Rațiu 79' | Verslag | 77' Džeko             | Stadion: Rapid-Giuleștistadion, Boekarest Toeschouwers: 12.693 Scheidsrechter: Halil Umut Meler |
| 26 september 2022 «onderlinge duels» 21.45 (UTC+3) |                                   |         |                       | Stadion: Rapid-Giuleștistadion, Boekarest Toeschouwers: 12.693 Scheidsrechter: Halil Umut Meler |
| 26 september 2022 «onderlinge duels» 21.45 (UTC+3) |                                   |         |                       | Stadion: Rapid-Giuleștistadion, Boekarest Toeschouwers: 12.693 Scheidsrechter: Halil Umut Meler |
|                                                    |                                   |         |                       |                                                                                                 |

### Groep 4
| Pos | Team      | Wed | W | G | V | Ptn | DV | DT | +/− | Promotie of degradatie    |       |       |       |        |       |
| --- | --------- | --- | - | - | - | --- | -- | -- | --- | ------------------------- | ----- | ----- | ----- | ------ | ----- |
| 1   | Servië    | 6   | 4 | 1 | 1 | 13  | 13 | 5  | +8  | Promotie naar divisie A   |       |       | 0 – 1 | 4 – 1  | 4 – 1 |
| 2   | Noorwegen | 6   | 3 | 1 | 2 | 10  | 7  | 7  | 0   |                           |       | 0 – 2 |       | 0 – 0  | 3 – 2 |
| 3   | Slovenië  | 6   | 1 | 3 | 2 | 6   | 6  | 10 | −4  |                           | 2 – 2 | 2 – 1 |       | 0 – 2  |       |
| 4   | Zweden    | 6   | 1 | 1 | 4 | 4   | 7  | 11 | −4  | Degradatie naar divisie C |       | 0 – 1 | 1 – 2 | 1 – 11 |       |

Wedstrijden
|                                              |        |         |            |                                                                                          |
| 2 juni 2022 «onderlinge duels» 20.45 (UTC+2) | Servië | 0 – 1   | Noorwegen  | Stadion: Rode Sterstadion, Belgrado Toeschouwers: 9.726 Scheidsrechter: Paweł Raczkowski |
| 2 juni 2022 «onderlinge duels» 20.45 (UTC+2) |        | Verslag | 26' Håland | Stadion: Rode Sterstadion, Belgrado Toeschouwers: 9.726 Scheidsrechter: Paweł Raczkowski |
| 2 juni 2022 «onderlinge duels» 20.45 (UTC+2) |        |         |            | Stadion: Rode Sterstadion, Belgrado Toeschouwers: 9.726 Scheidsrechter: Paweł Raczkowski |
| 2 juni 2022 «onderlinge duels» 20.45 (UTC+2) |        |         |            | Stadion: Rode Sterstadion, Belgrado Toeschouwers: 9.726 Scheidsrechter: Paweł Raczkowski |
|                                              |        |         |            |                                                                                          |

|                                              |          |         |                                    |                                                                                     |
| 2 juni 2022 «onderlinge duels» 20.45 (UTC+2) | Slovenië | 0 – 2   | Zweden                             | Stadion: Stožicestadion, Ljubljana Toeschouwers: 5.123 Scheidsrechter: Ruddy Buquet |
| 2 juni 2022 «onderlinge duels» 20.45 (UTC+2) |          | Verslag | 39' (pen.) Forsberg 88' Kulusevski | Stadion: Stožicestadion, Ljubljana Toeschouwers: 5.123 Scheidsrechter: Ruddy Buquet |
| 2 juni 2022 «onderlinge duels» 20.45 (UTC+2) |          |         |                                    | Stadion: Stožicestadion, Ljubljana Toeschouwers: 5.123 Scheidsrechter: Ruddy Buquet |
| 2 juni 2022 «onderlinge duels» 20.45 (UTC+2) |          |         |                                    | Stadion: Stožicestadion, Ljubljana Toeschouwers: 5.123 Scheidsrechter: Ruddy Buquet |
|                                              |          |         |                                    |                                                                                     |

|                                              |                                                                  |         |                |                                                                                            |
| 5 juni 2022 «onderlinge duels» 20.45 (UTC+2) | Servië                                                           | 4 – 1   | Slovenië       | Stadion: Rode Sterstadion, Belgrado Toeschouwers: 10.925 Scheidsrechter: Jesús Gil Manzano |
| 5 juni 2022 «onderlinge duels» 20.45 (UTC+2) | A. Mitrović 24' S. Milinković-Savić 56' Jović 85' Radonjić 90+2' | Verslag | 30' Stojanović | Stadion: Rode Sterstadion, Belgrado Toeschouwers: 10.925 Scheidsrechter: Jesús Gil Manzano |
| 5 juni 2022 «onderlinge duels» 20.45 (UTC+2) |                                                                  |         |                | Stadion: Rode Sterstadion, Belgrado Toeschouwers: 10.925 Scheidsrechter: Jesús Gil Manzano |
| 5 juni 2022 «onderlinge duels» 20.45 (UTC+2) |                                                                  |         |                | Stadion: Rode Sterstadion, Belgrado Toeschouwers: 10.925 Scheidsrechter: Jesús Gil Manzano |
|                                              |                                                                  |         |                |                                                                                            |

|                                              |              |         |                        |                                                                                   |
| 5 juni 2022 «onderlinge duels» 20.45 (UTC+2) | Zweden       | 1 – 2   | Noorwegen              | Stadion: Friends Arena, Solna Toeschouwers: 42.320 Scheidsrechter: Anthony Taylor |
| 5 juni 2022 «onderlinge duels» 20.45 (UTC+2) | Elanga 90+2' | Verslag | 20' (pen.), 69' Håland | Stadion: Friends Arena, Solna Toeschouwers: 42.320 Scheidsrechter: Anthony Taylor |
| 5 juni 2022 «onderlinge duels» 20.45 (UTC+2) |              |         |                        | Stadion: Friends Arena, Solna Toeschouwers: 42.320 Scheidsrechter: Anthony Taylor |
| 5 juni 2022 «onderlinge duels» 20.45 (UTC+2) |              |         |                        | Stadion: Friends Arena, Solna Toeschouwers: 42.320 Scheidsrechter: Anthony Taylor |
|                                              |              |         |                        |                                                                                   |

|                                              |           |         |            |                                                                                     |
| 9 juni 2022 «onderlinge duels» 20.45 (UTC+2) | Noorwegen | 0 – 0   | Slovenië   | Stadion: Ullevaalstadion, Oslo Toeschouwers: 18.134 Scheidsrechter: Fábio Veríssimo |
| 9 juni 2022 «onderlinge duels» 20.45 (UTC+2) |           | Verslag | 63' Blažič | Stadion: Ullevaalstadion, Oslo Toeschouwers: 18.134 Scheidsrechter: Fábio Veríssimo |
| 9 juni 2022 «onderlinge duels» 20.45 (UTC+2) |           |         |            | Stadion: Ullevaalstadion, Oslo Toeschouwers: 18.134 Scheidsrechter: Fábio Veríssimo |
| 9 juni 2022 «onderlinge duels» 20.45 (UTC+2) |           |         |            | Stadion: Ullevaalstadion, Oslo Toeschouwers: 18.134 Scheidsrechter: Fábio Veríssimo |
|                                              |           |         |            |                                                                                     |

|                                              |        |         |             |                                                                                    |
| 9 juni 2022 «onderlinge duels» 20.45 (UTC+2) | Zweden | 0 – 1   | Servië      | Stadion: Friends Arena, Solna Toeschouwers: 24.123 Scheidsrechter: Lawrence Visser |
| 9 juni 2022 «onderlinge duels» 20.45 (UTC+2) |        | Verslag | 45+3' Jović | Stadion: Friends Arena, Solna Toeschouwers: 24.123 Scheidsrechter: Lawrence Visser |
| 9 juni 2022 «onderlinge duels» 20.45 (UTC+2) |        |         |             | Stadion: Friends Arena, Solna Toeschouwers: 24.123 Scheidsrechter: Lawrence Visser |
| 9 juni 2022 «onderlinge duels» 20.45 (UTC+2) |        |         |             | Stadion: Friends Arena, Solna Toeschouwers: 24.123 Scheidsrechter: Lawrence Visser |
|                                              |        |         |             |                                                                                    |

|                                               |                                    |         |                             |                                                                                 |
| 12 juni 2022 «onderlinge duels» 18.00 (UTC+2) | Noorwegen                          | 3 – 2   | Zweden                      | Stadion: Ullevaalstadion, Oslo Toeschouwers: 24.273 Scheidsrechter: Harm Osmers |
| 12 juni 2022 «onderlinge duels» 18.00 (UTC+2) | Håland 10', 54' (pen.) Sørloth 77' | Verslag | 62' Forsberg 90+5' Gyökeres | Stadion: Ullevaalstadion, Oslo Toeschouwers: 24.273 Scheidsrechter: Harm Osmers |
| 12 juni 2022 «onderlinge duels» 18.00 (UTC+2) |                                    |         |                             | Stadion: Ullevaalstadion, Oslo Toeschouwers: 24.273 Scheidsrechter: Harm Osmers |
| 12 juni 2022 «onderlinge duels» 18.00 (UTC+2) |                                    |         |                             | Stadion: Ullevaalstadion, Oslo Toeschouwers: 24.273 Scheidsrechter: Harm Osmers |
|                                               |                                    |         |                             |                                                                                 |

|                                               |                            |         |                             |                                                                                          |
| 12 juni 2022 «onderlinge duels» 20.45 (UTC+2) | Slovenië                   | 2 – 2   | Servië                      | Stadion: Stožicestadion, Ljubljana Toeschouwers: 13.782 Scheidsrechter: Maurizio Mariani |
| 12 juni 2022 «onderlinge duels» 20.45 (UTC+2) | Gnezda Čerin 48' Šeško 53' | Verslag | 8' Živković 35' A. Mitrović | Stadion: Stožicestadion, Ljubljana Toeschouwers: 13.782 Scheidsrechter: Maurizio Mariani |
| 12 juni 2022 «onderlinge duels» 20.45 (UTC+2) |                            |         |                             | Stadion: Stožicestadion, Ljubljana Toeschouwers: 13.782 Scheidsrechter: Maurizio Mariani |
| 12 juni 2022 «onderlinge duels» 20.45 (UTC+2) |                            |         |                             | Stadion: Stožicestadion, Ljubljana Toeschouwers: 13.782 Scheidsrechter: Maurizio Mariani |
|                                               |                            |         |                             |                                                                                          |

|                                                    |                      |         |            |                                                                                         |
| 24 september 2022 «onderlinge duels» 18.00 (UTC+2) | Slovenië             | 2 – 1   | Noorwegen  | Stadion: Stožicestadion, Ljubljana Toeschouwers: 14.824 Scheidsrechter: Lawrence Visser |
| 24 september 2022 «onderlinge duels» 18.00 (UTC+2) | Šporar 69' Šeško 81' | Verslag | 47' Håland | Stadion: Stožicestadion, Ljubljana Toeschouwers: 14.824 Scheidsrechter: Lawrence Visser |
| 24 september 2022 «onderlinge duels» 18.00 (UTC+2) |                      |         |            | Stadion: Stožicestadion, Ljubljana Toeschouwers: 14.824 Scheidsrechter: Lawrence Visser |
| 24 september 2022 «onderlinge duels» 18.00 (UTC+2) |                      |         |            | Stadion: Stožicestadion, Ljubljana Toeschouwers: 14.824 Scheidsrechter: Lawrence Visser |
|                                                    |                      |         |            |                                                                                         |

|                                                    |                                       |         |              |                                                                                         |
| 24 september 2022 «onderlinge duels» 20.45 (UTC+2) | Servië                                | 4 – 1   | Zweden       | Stadion: Rode Sterstadion, Belgrado Toeschouwers: 14.122 Scheidsrechter: Georgi Kabakov |
| 24 september 2022 «onderlinge duels» 20.45 (UTC+2) | A. Mitrović 18', 45+1', 50' Lukić 70' | Verslag | 15' Claesson | Stadion: Rode Sterstadion, Belgrado Toeschouwers: 14.122 Scheidsrechter: Georgi Kabakov |
| 24 september 2022 «onderlinge duels» 20.45 (UTC+2) |                                       |         |              | Stadion: Rode Sterstadion, Belgrado Toeschouwers: 14.122 Scheidsrechter: Georgi Kabakov |
| 24 september 2022 «onderlinge duels» 20.45 (UTC+2) |                                       |         |              | Stadion: Rode Sterstadion, Belgrado Toeschouwers: 14.122 Scheidsrechter: Georgi Kabakov |
|                                                    |                                       |         |              |                                                                                         |

|                                                    |           |         |                              |                                                                                         |
| 27 september 2022 «onderlinge duels» 20.45 (UTC+2) | Noorwegen | 0 – 2   | Servië                       | Stadion: Ullevaalstadion, Oslo Toeschouwers: 24.364 Scheidsrechter: Antonio Mateu Lahoz |
| 27 september 2022 «onderlinge duels» 20.45 (UTC+2) |           | Verslag | 42' Vlahović 54' A. Mitrović | Stadion: Ullevaalstadion, Oslo Toeschouwers: 24.364 Scheidsrechter: Antonio Mateu Lahoz |
| 27 september 2022 «onderlinge duels» 20.45 (UTC+2) |           |         |                              | Stadion: Ullevaalstadion, Oslo Toeschouwers: 24.364 Scheidsrechter: Antonio Mateu Lahoz |
| 27 september 2022 «onderlinge duels» 20.45 (UTC+2) |           |         |                              | Stadion: Ullevaalstadion, Oslo Toeschouwers: 24.364 Scheidsrechter: Antonio Mateu Lahoz |
|                                                    |           |         |                              |                                                                                         |

|                                                    |              |         |           |                                                                                 |
| 27 september 2022 «onderlinge duels» 20.45 (UTC+2) | Zweden       | 1 – 1   | Slovenië  | Stadion: Friends Arena, Solna Toeschouwers: 22.895 Scheidsrechter: Felix Zwayer |
| 27 september 2022 «onderlinge duels» 20.45 (UTC+2) | Forsberg 42' | Verslag | 28' Šeško | Stadion: Friends Arena, Solna Toeschouwers: 22.895 Scheidsrechter: Felix Zwayer |
| 27 september 2022 «onderlinge duels» 20.45 (UTC+2) |              |         |           | Stadion: Friends Arena, Solna Toeschouwers: 22.895 Scheidsrechter: Felix Zwayer |
| 27 september 2022 «onderlinge duels» 20.45 (UTC+2) |              |         |           | Stadion: Friends Arena, Solna Toeschouwers: 22.895 Scheidsrechter: Felix Zwayer |
|                                                    |              |         |           |                                                                                 |

## Eindstand
De eindstand wordt bepaald op basis van de regels die de UEFA opstelde. Deze tabel begon bij nummer 17 omdat nummers 1 tot en met 16 genummerd zijn bij divisie A. Rusland, dat door de UEFA geschorst was van deelname aan het toernooi en daarmee als vierde in hun groep eindigde, werd als 32e land gerangschikt.
| Pos | Grp | Team                  | Wed | W | G | V | Ptn | DV | DT | +/− |
| --- | --- | --------------------- | --- | - | - | - | --- | -- | -- | --- |
| 17  | 2   | Israël                | 4   | 2 | 2 | 0 | 8   | 8  | 6  | +2  |
| 18  | 3   | Bosnië en Herzegovina | 4   | 2 | 2 | 0 | 8   | 6  | 4  | +2  |
| 19  | 4   | Servië                | 4   | 2 | 1 | 1 | 7   | 8  | 4  | +4  |
| 20  | 1   | Schotland             | 4   | 2 | 1 | 1 | 7   | 5  | 4  | +1  |
|     |     |                       |     |   |   |   |     |    |    |     |
| 21  | 3   | Finland               | 4   | 2 | 1 | 1 | 7   | 7  | 4  | +3  |
| 22  | 1   | Oekraïne              | 4   | 1 | 2 | 1 | 5   | 2  | 4  | −2  |
| 23  | 2   | IJsland               | 4   | 0 | 4 | 0 | 4   | 6  | 6  | 0   |
| 24  | 4   | Noorwegen             | 4   | 1 | 1 | 2 | 4   | 2  | 4  | −2  |
|     |     |                       |     |   |   |   |     |    |    |     |
| 25  | 4   | Slovenië              | 4   | 1 | 2 | 1 | 5   | 5  | 7  | −2  |
| 26  | 1   | Ierland               | 4   | 1 | 1 | 2 | 4   | 5  | 4  | +1  |
| 27  | 2   | Albanië               | 4   | 0 | 2 | 2 | 2   | 4  | 6  | −2  |
| 28  | 3   | Montenegro            | 4   | 0 | 1 | 3 | 1   | 1  | 6  | −5  |
|     |     |                       |     |   |   |   |     |    |    |     |
| 29  | 3   | Roemenië              | 6   | 2 | 1 | 3 | 7   | 6  | 8  | −2  |
| 30  | 4   | Zweden                | 6   | 1 | 1 | 4 | 4   | 7  | 11 | −4  |
| 31  | 1   | Armenië               | 6   | 1 | 0 | 5 | 3   | 4  | 17 | −13 |
| 32  | 2   | Rusland               | 0   | 0 | 0 | 0 | 0   | 0  | 0  | 0   |

## Doelpuntenmakers
6 doelpunten
- Erling Braut Håland
- Aleksandar Mitrović

4 doelpunten
- Stefan Mugoša

3 doelpunten
- Edin Džeko
- Teemu Pukki
- Artem Dovbyk
- Benjamin Šeško
- Emil Forsberg

2 doelpunten
- Eduard Spertsjan
- Smail Prevljak
- Benjamin Källman
- Joel Pohjanpalo
- John Egan
- Michael Obafemi
- Jón Dagur Þorsteinsson
- Þórir Jóhann Helgason
- Manor Solomon
- Shon Weissman
- Danylo Ihnatenko
- George Pușcaș
- Stuart Armstrong
- Lyndon Dykes
- John McGinn
- Luka Jović

1 doelpunt
- Armando Broja
- Ermir Lenjani
- Taulant Seferi
- Myrto Uzuni
- Vahan Bichakhchyan
- Artak Dashyan
- Ermedin Demirović
- Luka Menalo
- Miralem Pjanić
- Oliver Antman
- Robbie Brady
- Alan Browne
- Nathan Collins
- Troy Parrott
- Mikael Anderson
- Arnór Sigurðsson
- Liel Abada
- Tai Baribo
- Dor Peretz
- Adam Marušić
- Marko Vukčević
- Alexander Sørloth
- Oleksandr Karavajev
- Roeslan Malynovskyj
- Vitalij Mykolenko
- Viktor Tsyhankov
- Oleksandr Tymtsjyk
- Oleksandr Zoebkov
- Nicușor Bancu
- Dennis Man
- Andrei Rațiu
- Florin Tănase
- Ché Adams
- Ryan Christie
- Jack Hendry
- Scott McKenna
- Anthony Ralston
- Saša Lukić
- Sergej Milinković-Savić
- Nemanja Radonjić
- Dušan Vlahović
- Andrija Živković
- Adam Gnezda Čerin
- Andraž Šporar
- Petar Stojanović
- Viktor Claesson
- Anthony Elanga
- Viktor Gyökeres
- Dejan Kulusevski

Eigen doelpunt
- Daníel Leó Grétarsson (tegen Israël)